# Marchołt (postać literacka)

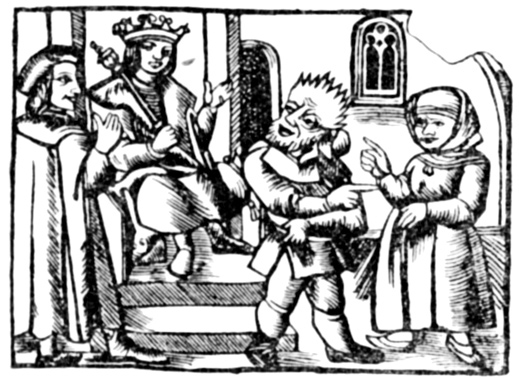
Kopia drzeworytu z Rozmów, które miał król Salomon...

Marchołt (Marolf, Marchiandus, Marcolphus, Markolf – imię własne: 'sójka, ptak przedrzeźniający głosy') – bohater opowieści nawiązujących do postaci króla Salomona. Po raz pierwszy w języku polskim pojawił się w dziele Rozmowy, które miał król Salomon mądry z Marchołtem grubym a sprośnym, a wszakoż, jako o niem powiedają, barzo z wymownym (Kraków, H. Wietor, 1521). Opowiadanie o Marchołcie w wiekach od V do XII w. miało charakter poważnego dialogu, później przybrało postać utworu humorystycznego o sprytnym i rubasznym prostaku płatającym figle mędrcowi na tronie.

## Utwór
W końcu XII wieku powstała na terenie Niemiec redakcja komiczna, w której poważny adwersarz króla Salomona zmienia się w błazna. Jej łacińskie opracowanie nosiło tytuł: Collationes (lub: Disputationes) quas dicuntur habuisse inter se mutuo rex Salomon sapientissimus et Marcolphus facie deformis et turpissimus, tamen – ut fertur – eloquentissimus.
Polskiego przekładu tego działa dokonał Jan z Koszyczek, nadając mu tytuł:  Rozmowy, które miał król Salomon mądry z Marchołtem grubym a sprosnym, a wszakoż, jako o niem powiedają, barzo z wymownym. Znana dziś wersja jest rekonstrukcją ocalałych fragmentów, mimo że utwór był parokrotnie wznawiany.

## Treść utworu

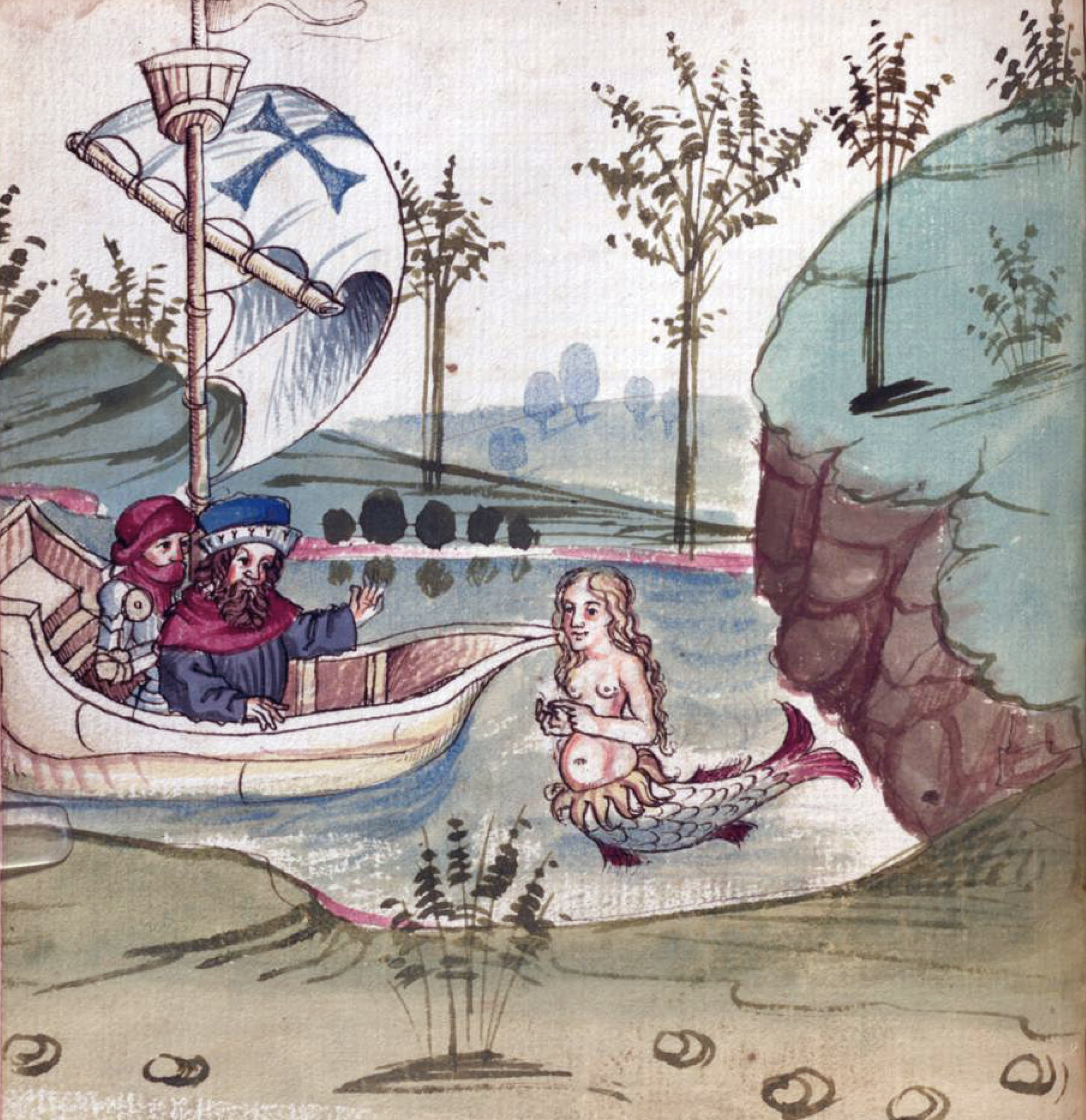
Ilustracja z rękopisu Salomon i Marchołt (Frankfurt nad Menem 1479)

Utwór rozpoczyna się od objęcia przez Salomona tronu po swoim ojcu Dawidzie. Widzi wtedy Marchołta, niezwykle brzydkiego i grubego, ale którego król uważa za mądrego. Salomon proponuje mu dyskusję, w której król zadawałby pytania, a Marchołt miałby odpowiadać na nie. Za trafne riposty na Marchołta miały czekać bogactwa i wysokie stanowisko państwowe. Okazuje się, że Marchołt jedynie w zabawny sposób zmienia poważne wypowiedzi Salomona. 
Dalsza część utworu opowiada o życiu Marchołta i składa się z luźno zestawionych ze sobą epizodów. Mówią one w większości o żartach ośmieszających króla. W pewnym momencie Salomon nie wytrzymuje ciągłych kpin podwładnego i skazuje go na śmierć przez powieszenie. Jednak Marchołt prosi o to, aby mógł sobie wybrać odpowiednie drzewo, a że żadne mu nie pasuje – uchodzi z życiem.

## Wygląd Marchołta
A wzrost Marchołtów był krótki, mały a miąszy, głowę miał wielką, czoło szyrokie, czyrwone a zmarszczone, uszy kosmate a zwieszone do pół lica, oczy miąsze a płynące, warg spodnią mało niejako u wałacha, brodę smrodliwą a kosmatą jakoby u kozła, ręce jakoby klocki, palce krótkie a miąsze, nogi okrągłe, nos miąszy a garbaty, wargi wielkie a miąsze, oblicze jakoby u osła, włosy jakoby na koźle, obów nóg jego była chłopska a barzo gruba, skóra jego kosmata a błotna, suknia jego krótka telko do lędźwi, nogawice jego fałdowe, odzienie jego farby barzo grubej.

## Pochodzenie Marchołta
Autor opowiadania chcąc przedstawić drzewo genealogiczne Marchołta, dokonał zmiany biblijnego tekstu z Księgi  Rodzaju 
(Rdz, 5; 10-11) :
Ja jestem ze dwunaście rodzajów chłopskich: Chłoptas porodził Gruczoła, Gruczoł porodził Rudka, Rudek porodził Rzygulca, a Rzygulec porodził Kudmieja, Kudmiej porodził Mózgowca, Mózgowiec porodził Łypia, Łyp porodził Potyrałę, Potyrała porodził Kuchtę, a Kuchta porodził Trzęsiogona, Trzęsiogon porodził Opiołkę, Opiołka porodził Warchoła, a Warchoł porodził Marchołta, a ja jestem Marchołt.

## Inne opowieści o Marchołcie
Marchołt jest także bohaterem sztuki Jana Kasprowicza Marchołt gruby a sprośny, jego narodzin, życia i śmierci misterium tragikomiczne w obrazach czterech zamknięte. Dramat, luźno nawiązujący do szesnastowiecznego polskiego przekładu, ukazuje jednak Marchołta jako chłopa, który został wychowany na królewskim dworze. Bohater po rewolucji obejmuje władzę, ale zostaje obalony przez lud.
Postać Marcholta przywołuje też wiersz Juliana Tuwima Syna poetowego narodziny.